# SAR-Klasse 3B
Die Fahrzeuge der Klasse 3B der South African Railways (SAR) waren Dampflokomotiven  mit der Achsfolge 2'D1' (Mountain). Sie gehörten zu den ersten Heißdampf-Lokomotiven in Südafrika.

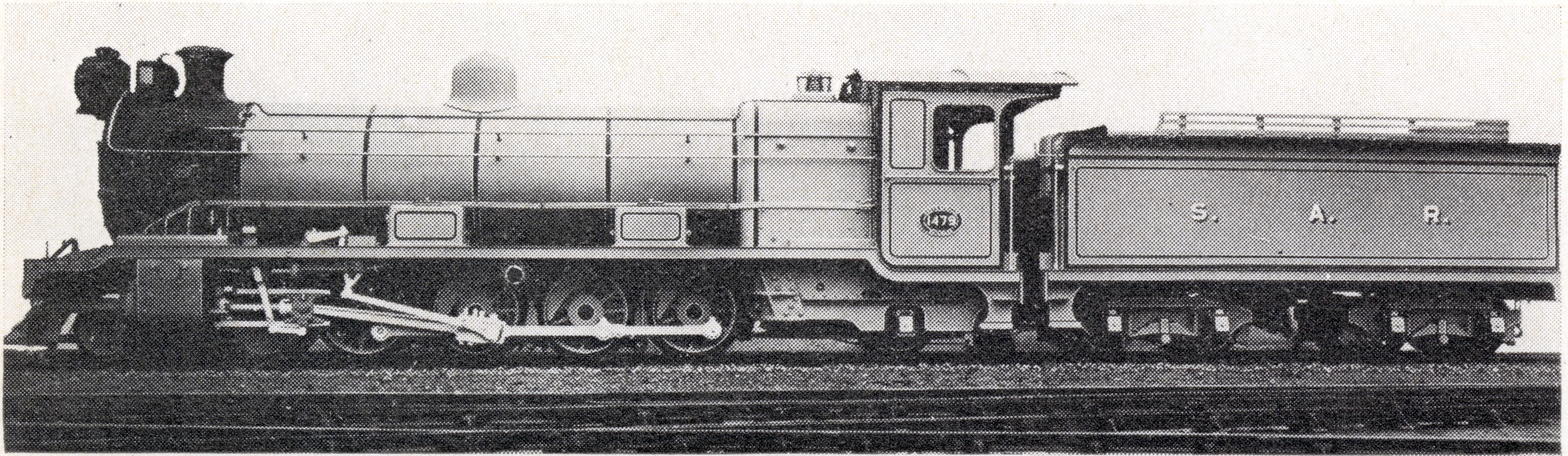
SAR-Klasse 3B mit Belpaire-Kessel, ca. 1912

Die Lokomotiven waren eine Weiterentwicklung des Nassdampf-Typs Hendrie D der Natal Government Railways (SAR-Klasse 3), nachdem diese Bahn mit einer aus den USA beschafften Heißdampf-Versuchslokomotive (American D) gute Erfahrungen gemacht hatte. Weil der Heißdampf Kolbenschieber erforderlich machte, musste die Zylindergruppe neu konstruiert werden, weswegen gegenüber der Hendrie D auch der Umlauf etwas erhöht angeordnet wurde. 
Zehn Exemplare wurden, wie schon die Hendrie D, von der North British Locomotive Company gebaut und 1912 geliefert, als die NGR bereits in die SAR aufgegangen war. Zunächst wurden die Lokomotiven, wie schon die Hendrie D auf dem steigungsreichen oberen Teil der Natal Main Line eingesetzt. Später wurden sie nach Ost-Transvaal und in die östliche Kapprovinz verlegt. 
Alle 3B wurden im Laufe ihrer Einsatzzeit mit neuen Standardkesseln ausgestattet und als Klasse 3BR bezeichnet.
Zuletzt wurden die Lokomotiven für Rangieraufgaben in Kapstadt eingesetzt. Die Ausmusterung erfolgte im Jahr 1974. Lokomotive Nr. 1486 ist unter der Obhut der Umgeni Steam Railway in KwaZulu-Natal betriebsfähig erhalten geblieben.